# Health (Apple)
Health este o aplicație mobilă pentru informatică medicală, anunțată de Apple Inc. la 2 iunie 2014, la Worldwide Developers Conference (WWDC). Aplicația este disponibilă pe dispozitivele iPhone și iPod Touch care rulează iOS 8 sau ulterior și pe iPad-urile care rulează iPadOS 17 sau ulterior. Aplicația conține date de sănătate, cum ar fi măsurarea tensiunii arteriale și a nivelului de glucoză, dar și date de urmărire fizică, cum ar fi numărul de pași. Poate prelua date de la dispozitive de fitness, ceasuri inteligente, cântare inteligente și alte dispozitive.

## Caracteristici
Aplicația Health urmărește și stochează diverse date și parametri de sănătate, precum și fișe medicale clinice pentru utilizatorii care beneficiază de asistență din partea asigurătorilor de sănătate sau a spitalelor înscrise în programul „Apple Health Records”. Datele sunt împărțite în mai multe categorii: activitate, măsurători corporale, urmărirea ciclului, auz, inimă, medicamente, bunăstare mentală, mobilitate, nutriție, respirație, somn, simptome, semne vitale și alte date.
Utilizatorii cu un Apple Watch conectat vor avea informațiile de sănătate de pe dispozitiv importate automat în aplicația de sănătate, inclusiv inelele de activitate, distanțele de mers și de alergare, zborurile urcate, minutele de atenție, analiza somnului, metricile de spălare a mâinilor, nivelurile de zgomot ambiental, ritmul cardiac, nivelurile de oxigen din sânge și măsurătorile ECG. Datele de sănătate pot fi, de asemenea, înregistrate manual sau prin aplicații terțe.
Începând cu iOS 13, Health a fost capabil să urmărească menstruația și fertilitatea, permițând utilizatorilor să își înregistreze ciclurile menstruale și să primească predicții cu privire la momentul în care ar putea începe următoarea menstruație. Cu iOS 16, Apple a introdus înregistrarea medicamentelor, care permite utilizatorilor să urmărească medicamentele pe care le iau și să seteze memento-uri pentru când să le ia, precum și să alerteze utilizatorii cu privire la potențialele interacțiuni medicamentoase. Ambele caracteristici sunt, de asemenea, disponibile ca aplicații independente pe dispozitivele watchOS. Cu iOS 17, utilizatorii pot, de asemenea, să își noteze emoțiile și stările de spirit zilnice pentru a-și urmări sănătatea mintală, precum și să efectueze teste standardizate de anxietate și depresie, care pot fi utile pentru a ști dacă este momentul potrivit să consulte un terapeut.
Profilurile „Medical ID” sunt, de asemenea, păstrate în cadrul aplicației Health, ceea ce permite accesul cu ușurință la informații medicale esențiale de către primii respondenți, fără a fi nevoie să deblocheze dispozitivul cuiva. Utilizatorii pot alege ce să afișeze în ID-ul lor medical, cum ar fi alergii, medicamente, grupa sanguină, statutul de donator de organe și detalii de contact în caz de urgență. Din iulie 2016, utilizatorii din Statele Unite ale Americii cu iOS 10 sau o versiune ulterioară au putut să se înscrie pentru a fi donatori de organe, ochi și țesuturi prin intermediul aplicației Health.
Inițial, aplicația Health a fost criticată pentru lipsa aplicațiilor terțe compatibile (la lansarea sa pe 17 septembrie 2014, împreună cu iOS 8), urmărirea glucozei, explicațiile adecvate privind datele de sănătate și performanța lentă a aplicației. În cele din urmă, Apple a remediat aceste probleme cu actualizări de software. În 2019, aplicația Sănătate a primit o reproiectare ca parte a iOS 13, care a simplificat navigarea în aplicație prin înlocuirea tabloului de bord cu o filă de rezumat și plasarea tuturor celorlalte elemente sub o filă „browse”, similară cu fila anterioară „date de sănătate”.

## Dosare electronice de sănătate
În 2018, a fost introdusă aplicația Apple „Înregistrări de sănătate/Health Records”, care a permis utilizatorilor să își importe dosarele medicale de la medicul sau spitalul lor în iOS 11.3 sau ulterior.
La 6 iunie 2019, Northern Louisiana Medical Center a anunțat un parteneriat timpuriu cu Apple pentru a permite partajarea fișelor medicale clinice prin intermediul aplicației. La scurt timp după ce Apple a început să permită fișelor medicale electronice (EHR) compatibile să se înregistreze automat pentru proiectul „Health Records”. Alte parteneriate în 2019 au inclus Centrul Medical al Universității din Tennessee din Knoxville, Centrul Medical din Arkansas de Sud; Northwest Health din Springdale, Arkansas; Blessing Health System din Quincy, Illinois; Doylestown Health din Pennsylvania; Franciscan Health; Centrul Medical Bayhealth din Dover, Delaware și Departamentul pentru Veterani.

## API-ul HealthKit

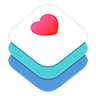
Logo-ul HealthKit

HealthKit este interfața de programare a aplicațiilor (API) însoțitoare pentru dezvoltatori, inclusă în iOS SDK (Software Development Kit) pentru Mac. Aceasta este utilizată de dezvoltatorii de software pentru a proiecta aplicații care au extensibilitate și care pot interacționa cu aplicațiile de sănătate și fitness de pe iOS.
După lansarea iOS 8 pe 17 septembrie 2014, Apple a eliminat toate aplicațiile compatibile cu HealthKit din App Store pentru a remedia o eroare care a cauzat probleme de telefonie mobilă și Touch ID, iar apoi a relansat Healthkit, odată cu lansarea iOS 8.0.2., pe 26 septembrie 2014.
Începând cu februarie 2017, mai mulți producători, alții decât Apple, au vândut hardware care era compatibil cu HealthKit.

### API-urile ResearchKit și CareKit

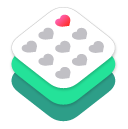
Logo-ul ResearchKit

ResearchKit și CareKit sunt alte două cadre software legate de sănătate pe care Apple le-a introdus pentru a dezvolta în continuare capacitățile HealthKit, permițând dezvoltatorilor de software să creeze aplicații pentru colectarea cercetărilor medicale și, respectiv, pentru urmărirea planurilor de îngrijire. Ambele API-uri pot interacționa cu aplicația de sănătate și pot facilita schimbul de informații despre sănătate între pacienți și medici.
Apple a introdus, de asemenea, o aplicație de cercetare autonomă pentru dispozitivele iOS și watchOS, care permite utilizatorilor să se ofere voluntari și să participe la studii de cercetare pe termen lung desfășurate de Apple și de diverși parteneri din domeniul sănătății.

## Angajații
În iulie 2018, Apple l-a angajat pe cardiologul Alexis Beatty, în timp ce lucra la integrarea Apple Watch și Health. În iunie 2019, fostul director de informații al companiei farmaceutice AstraZeneca, David Smoley, a fost angajat ca vicepreședinte al Apple.
În octombrie 2019, fostul cardiolog David Tsay de la Centrul Medical al Universității Columbia s-a alăturat Apple Health.